# Џорџтаун (округ Лузерн, Пенсилванија)
Џорџтаун (енгл. Georgetown, Luzerne County) насељено је место без административног статуса у америчкој савезној држави Пенсилванија.

## Демографија
По попису из 2010. године број становника је 1.640.
| Група             | 2000.    | 2010.         |
| Белци             | 0 (0,0%) | 1.564 (95,4%) |
| Афроамериканци    | 0 (0,0%) | 18 (1,1%)     |
| Азијати           | 0 (0,0%) | 13 (0,8%)     |
| Хиспаноамериканци | 0 (0,0%) | 25 (1,5%)     |
| Укупно            | 0        | 1.640         |